# La Cruz, Francisco I. Madero
La Cruz är en ort i Mexiko.   Den ligger i kommunen Francisco I. Madero och delstaten Hidalgo, i den sydöstra delen av landet, 90 km norr om huvudstaden Mexico City. La Cruz ligger 2 046 meter över havet och antalet invånare är 501.
Terrängen runt La Cruz är kuperad åt sydost, men åt nordväst är den platt. Runt La Cruz är det ganska tätbefolkat, med 78 invånare per kvadratkilometer. Närmaste större samhälle är San Salvador, 12,0 km nordost om La Cruz. Omgivningarna runt La Cruz är i huvudsak ett öppet busklandskap.